# Gitterseer Steinkohlenbauverein
Der Gitterseer Steinkohlenbauverein war ein Montanunternehmen auf Steinkohle in Gittersee bei Dresden. Das Grubenfeld befand sich auf den Fluren von Gittersee und Coschütz, auf heutigem Dresdner Stadtgebiet.

## Geschichte
Der Gitterseer Steinkohlenbauverein geht auf Carl Christian Gottlieb Graf von Bressler zurück, der 1809 erste Untersuchungen für den Abbau von Steinkohle in der Flur Gittersee ausführen ließ. Im Jahr 1828 ließ der Dresdner Stadtrat Karl Ludwig Meisel den Meiselschacht teufen. Mitbesitzer war hier der Chemiker Johann Karl Gottfried Reichard (1786–1844). Im Jahr 1831 ließ von Bressler den Emmaschacht teufen.
Im Jahr 1836 wurde der Gitterseer Steinkohlenbauverein gegründet. Karl Ludwig Meisel war Gründungsmitglied. Bressler und Meisel brachten ihre Schächte und Kohlenbaurechte für die Summe von 156.000 Talern in den Verein ein. Zur Finanzierung wurden 720 Aktien zum Nennwert von 300 Talern ausgegeben. Man ging von einer Betriebszeit von 200 Jahren aus.
Im Jahr 1836 wurde mit der Teufe des Moritzschachtes begonnen.
Am 2. Januar 1839 wurde der Gitterseer Steinkohlenbauverein in den Actien-Verein für das Steinkohlenwerk zu Gittersee umgewandelt und eine Kapitalerhöhung durch die Ausgabe von 150 Aktien zum Nennwert von 300 Talern durchgeführt. Am 21. März 1839 wurden die Statuten des Aktienvereins vom Königlichen Ministerium des Innern bestätigt.
Die Steinkohlenförderung der Gesellschaft stieg von 4299 Scheffel Kohle im Jahr 1837 auf 127.238 Scheffel Kohle 1840. Das waren 6,4 Prozent der 1840 im gesamten Döhlener Becken geförderten Kohlen. Die Zahl der Beschäftigten war im gleichen Zeitraum von 83 auf 163 Mann gestiegen. In Betrieb waren die beiden Förderschächte Emmaschacht und Moritzschacht. Mit dieser Fördermenge stand die Gesellschaft nach dem Königlichen Steinkohlenwerk Zauckerode, den Burgker Steinkohlenwerken und dem Potschappler Aktienverein an vierter Stelle der Kohleförderung im Döhlener Becken.
1838 pachtete die Gesellschaft die Pesterwitzer Kohlenfelder vom Besitzer des Gutes Pesterwitz, Albert Ferdinand von Thümen. Der Betrieb war unbedeutend. Mit fünf Beschäftigten wurden 1841 4738 Scheffel Kohle gefördert. Zum Revier gehörten der Felixschacht, der Neuschacht, der Ernstschacht und der Amalienschacht. Die Schächte hatten Teufen zwischen 9 und 32 Metern. Das 1. Flöz erreichte Mächtigkeiten bis acht Meter. Nach dem Tod des Besitzers 1841 wurden das Gut und die Rechte an den Kohlenfeldern am 26. Januar 1847 versteigert.
1842 nahm die Gesellschaft eine Anleihe über 60.000 Taler auf.
1848 erwarb die Gesellschaft die Kohlenbaurechte unter Birkigter Flur. Sie erstreckten sich westlich der Cornelius-Gurlitt-Straße und des Grundweges. Allerdings endete das Feld nach 100 bis 150 Metern an der Verwerfung des Roten Ochsen.
1850 wurde das Coschützer Steinkohlenwerk gekauft. Dieses von Ernst Adorf Claus als Claussches Steinkohlenwerk 1830 gegründete Unternehmen wurde nach dem Tod des Besitzers 1847 versteigert. Erworben wurde es von Major Johann Friedrich Anton Serre, der es 1850 an die Gitterseer Gesellschaft verkaufte. Neben den Rechten auf die Kohlenfelder in Coschütz gehörten der Clausschacht mit einer Teufe von 133,70 Metern und der 370 Meter lange Clausstolln dazu.
Am 15. Oktober 1852 wurde in einem Nachtrag in der Satzung des Unternehmens eine Kapitalerhöhung beschlossen. Am 4. Februar 1853 wurde der Nachtrag bestätigt und 130 Aktien zum Nennwert von 300 Talern ausgegeben.
Am 22. Dezember 1856 wurde eine weitere Kapitalerhöhung beschlossen, die am 18. Februar 1857 bestätigt wurde. Die Anzahl der ausgegebenen Aktien ist unbekannt.
Die Entwässerung des Gitterseer Grubengebäudes erfolgte über den von Bressler aufgefahrenen Gittersee-Stolln, dessen Mundloch sich unmittelbar an der Flurgrenze zu Birkigt unterhalb der ehemaligen Maschinenfabrik Otto Hänsel befindet.
Das räumlich eng begrenzte Revier der Gesellschaft führte zu einer relativ schnellen Erschöpfung der ökonomisch gewinnbaren Kohlen. Die in der Folge abnehmende Kohlenqualität und die hohe Kosten für die Wasserhaltung führten am 21. Juli 1859 zur Eröffnung des Konkursverfahrens über das Unternehmen. Der Verkauf des Werkes brachte einen Erlös von 17.000 Talern. Diese Summe reichte nicht, um die ausstehenden Löhne der Belegschaft zu begleichen. Die Grubenfelder erwarb der sächsische Staatsfiskus, der sie später weiterverkaufte.
1948 wurde mit der Untersuchung des Reviers Gittersee II (Heidenschanze) durch Geologen der Wismut AG begonnen. Nach dem Auffinden von Uranvererzungen in der Kohle wurde noch im selben Jahr mit dem Abbau von Erzkohle begonnen. Neben dem Teufen von neuen Schächten und Schürfen wurden auch die Altschächte am Collmberg, die ursprünglich zum Steinkohlenwerk Coschütz gehörten, wieder aufgewältigt.
Zur Gewinnung verbliebener Restkohlepfeiler im Grubenfeld Gittersee wurden ab September 1950 durch den VEB Steinkohlenwerk Freital am Bahnhof Dresden-Gittersee eine neue Doppelschachtanlage abgeteuft.
Ungelöste Probleme in der Aufbereitung der Erzkohlen und die Entdeckung der Lagerstätte Ronneburg veranlassten die SDAG Wismut dazu, die Reviere Heidenschanze und Gittersee aufzugeben. Zum 31. Dezember 1955 wurden alle Arbeiten eingestellt und die Schachtanlagen dem VEB Steinkohlenwerk Freital übergeben. Nach dem Abbau von Restflächen wurde das Revier Heidenschanze ab 1957 schrittweise stillgelegt. Nach dem 1959 erfolgten Anschluss des südlichen Revierteils über einen Querschlag an das Revier Gittersee wurde auch der Schacht 8 (Schacht 269) aufgelassen und verfüllt.
1959 wurde der Meiselschacht als Blindschacht aufgewältigt und zum Abbau von Restkohlenpfeilern genutzt. 1964 wurde der Abbau eingestellt und der Schacht abgeworfen. Damit endete der Bergbau in den Grubenfeldern des Gitterseer Steinkohlenbauvereins.
| Name                   | Zeitraum  |
| ---------------------- | --------- |
| Carl Ludwig Meisel     | 1840–1853 |
| Ludwig Wilhelm Tischer | 1854–1859 |
| Hermann Ludwig Nake    | 1860      |

## Steinkohlengruben
- Emmaschacht (⊙;1832–1859)
- Meiselschacht (⊙;1828–1859)
- Moritzschacht (⊙;1836–1860)